# Pogány
Pogány is een plaats (község) en gemeente in het Hongaarse comitaat Baranya. Pogány telt 1083 inwoners (2001).